# Брукфилд (Квинсленд)
Брукфилд (енгл. Brookfield) је предграђе Бризбејна у Квинсленду у Аустралији. Према подацима из 2006. године, у њему је живело 4.419 становника.
27° 29′ 31″ S 152° 53′ 53″ E / 27.49194° Ј; 152.89806° И